# Pomnik Nereid w Ksantos

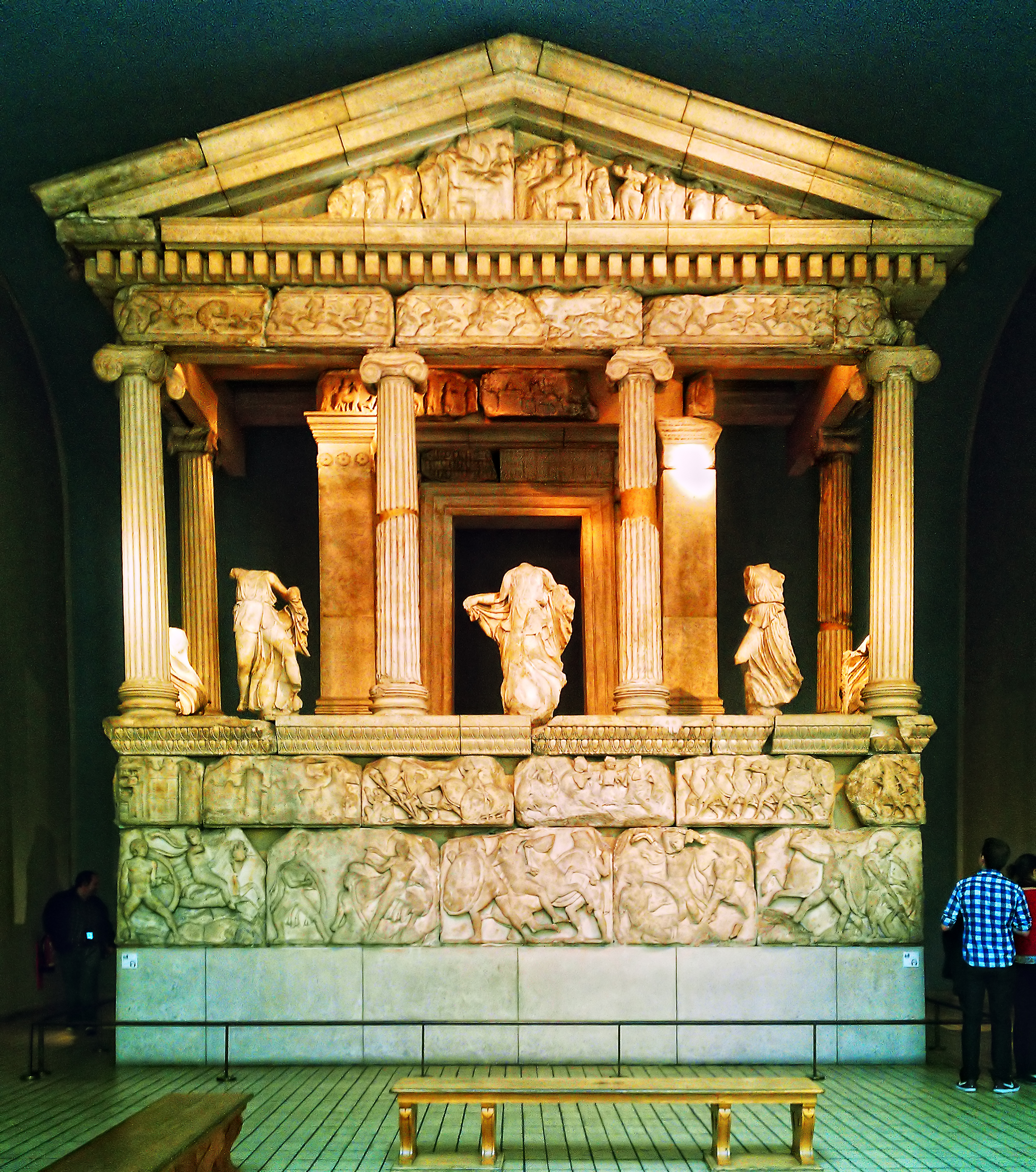
Zrekonstruowana część pomnika Nereid w Muzeum Brytyjskim

Pomnik Nereid – pomnik grobowy licyjskiego władcy pochodzący ze schyłku epoki klasycznej, znajdujący się w starożytnym Ksantos (w pobliżu dzisiejszego tureckiego Fethiye). Jako okazałe mauzoleum miał postać jońskiej świątyni na wysokim cokole, z bogatym wystrojem rzeźbiarskim. Zachowany fragmentarycznie, w częściowo zrekonstruowanej postaci (wschodnia elewacja ze zredukowanym cokołem) obecnie eksponowany jest w londyńskim British Museum (sala 17).

## Historia odkrycia i badań

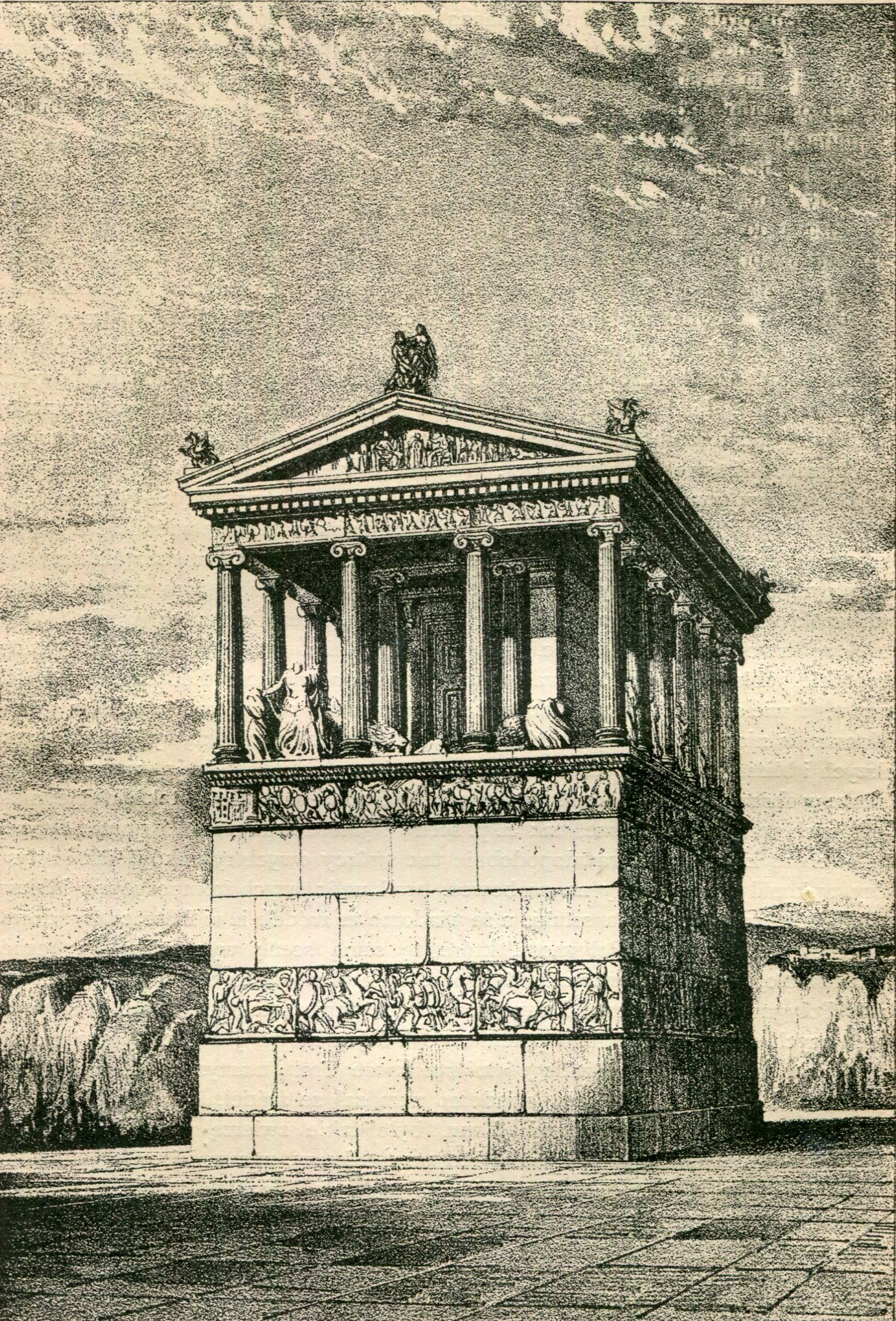
Rekonstrukcja według E. Falkenera

Zniszczony późniejszymi dewastacjami i niemal całkowicie zrujnowany wskutek trzęsienia ziemi, monument został odnaleziony przez angielskiego podróżnika i badacza starożytności Charlesa Fellowsa, który w 1838 natrafił na ruiny starożytnego Ksantos. W latach 1842–1844 podjął on pierwsze wykopaliska, sukcesywnie wywożąc do Londynu większość rzeźb i rozmaite fragmenty architektoniczne. Inne pozostałości przebadała w 1881 austriacka ekspedycja George Niemanna.
Monument wzniesiony był na stoku wzgórza, ok. 200 m od ruin miejscowego akropolu. Rozpoznając fragmenty rzeźbiarskie, które stoczyły się ze wzniesienia, Fellows był przeświadczony, że pochodzą one z czterech różnych budowli. Szczątki te odkrywca uważał też za resztki pomnika zwycięstwa wystawionego przez wymienianego u Herodota satrapę Harpagosa, wskutek tego datując je na VI w. p.n.e. Późniejsze ustalenia określały już zabytek jako monumentalny grobowiec pochodzący z końca V w. p.n.e. (410-400 p.n.e.), a o jego charakterze rozstrzygnęło ostatecznie odkrycie pozostałości czterech kamiennych katafalków. Pogłębione badania pod koniec ubiegłego stulecia ostatecznie przesunęły datowanie na lata 390-380 p.n.e. Ustalono również, że pomnik grobowy należał do panującego wtedy w Licji Arbinasa (Erbinna/Erbbina).
Dość wcześnie też podejmowano kolejne próby odtworzenia przypuszczalnego wyglądu zabytku – m.in. Charles Fellows (1845), Edward Falkener (1855), Josef Durm (1881), George Niemann (1921), Fritz Krischen (1923) oraz Pierre Coupel i Pierre Demargne (1969). Mimo to rekonstrukcja budowli we wszystkich szczegółach wciąż jeszcze nie jest pewna.

## Opis zabytku
Właściwy monument – niewielka świątynia grobowa typu perypteros (z pojedynczą kolumnadą), zbudowana w porządku jońskim, wzniesiona została na wysokim czworobocznym cokole, zbudowanym z bloków wapienia z nałożonymi kilkoma warstwami płyt z marmuru paryjskiego, z których dwie zdobiono płaskorzeźbami (fryz mniejszy i większy). Pierwszy przebiega pod samym gzymsowaniem, nad którym biegła kolumnada, drugi sięga górną krawędzią połowy wysokości cokołu (choć kolejność ich nie jest całkowicie pewna).
Tę podstawę pomnika wieńczy gzyms zdobiony podwójnym kymationem jońskim oraz astragalami, będący zarazem stylobatem świątyni. Dość prawdopodobne, że cokół połączony był ze schodkową pochylnią (rampą) prowadzącą do wnętrza budowli. W architektonicznej kompozycji zastosowania wysokiego, gładko obrobionego cokołu z wielkich brył kamiennych dostrzega się wpływy mezopotamskie, zaś fryzy figuralne o charakterze opowieści epicznych mogą być wzorowane na płaskorzeźbach asyryjskich. Ponadto fryz ciągły dzielący dwie kondygnacje stanowi analogiczne rozwiązanie jak w znanym z obszaru europejskiego Grobowcu Sądu w macedońskiej Leukadii (starożytna Mieza).

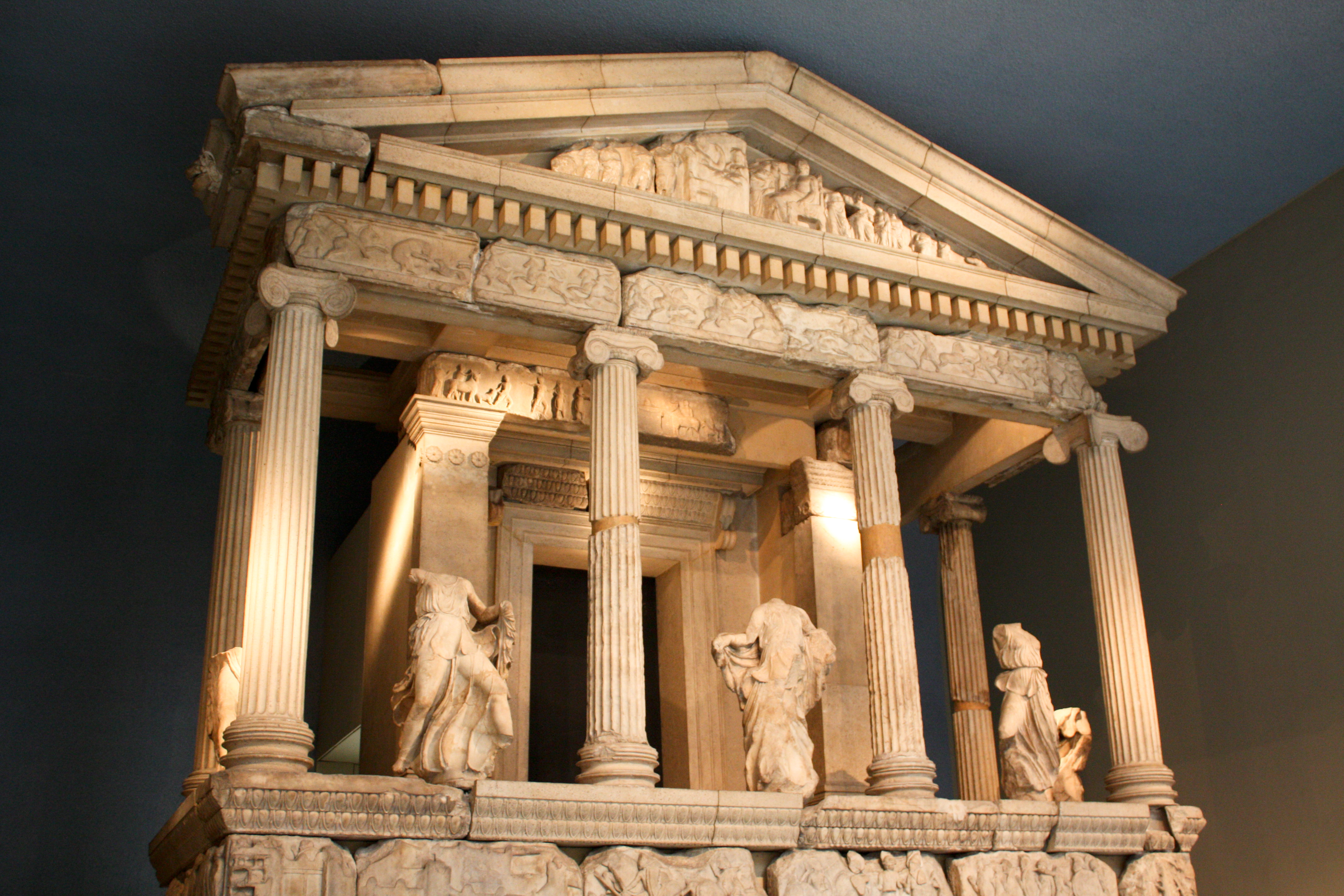
Fasada świątyni

### Budowla świątynna
Sama świątynia grobowa miała kształt sanktuarium jońsko-małoazjatyckiego w układzie 6 kolumn wzdłużnych i 4 czołowych (tetrastylos), opartych na wysokiej (tzw. efeskiej) podstawie, z 20-krotnym żłobkowaniem trzonów. Na brusie, czyli architrawie pod ząbkowaniem kostkowym biegł kolejny fryz figuralny, a czwarty fryz (wąski, częściowo niewykończony, odnaleziony w licznych fragmentach) otaczał cellę i jej pogłębiony przedsionek. Zdobione reliefowo były również frontony szczytów budowli. Perystaza i cella miały stropy kasetonowe ze stwierdzonymi resztkami polichromii (astragale, jajowniki, liście, głowy kobiece). Ślady poświadczają też istnienie aktoreriów.
Z całości zachowały się ponadto części wschodnich i zachodnich odrzwi celli, resztki ceglanych dachówek, rzygacze kształtu lwich głów, jak również przeszło połowa rzeźb przyczółkowych.

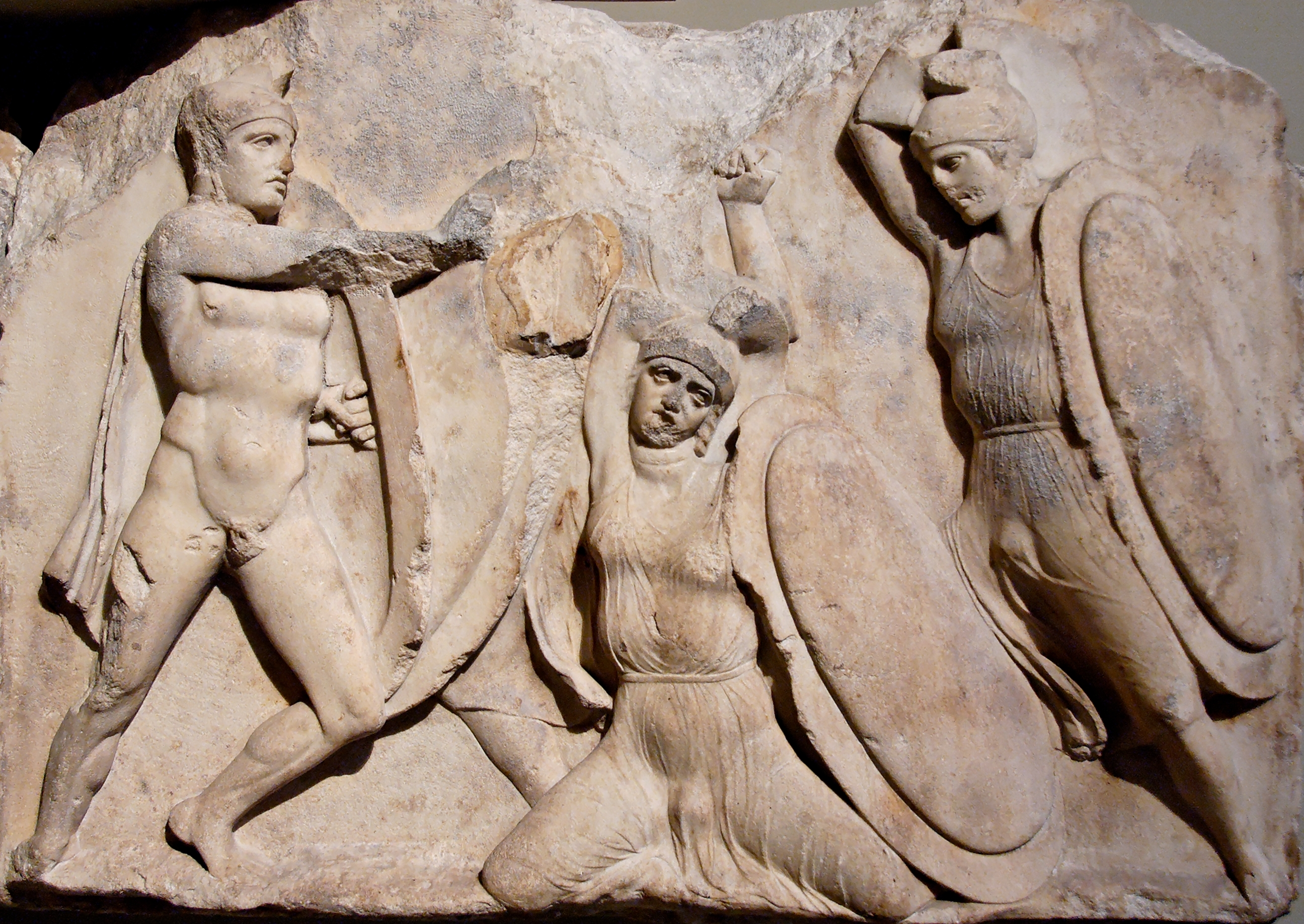
Walka hoplitów – fragment większego fryzu z cokołu pomnika

### Dekoracja rzeźbiarska
Większy fryz (wys. 1 m) z podstawy pomnika przedstawia sceny mitycznej walki Greków z barbarzyńcami i pod względem tematyki oraz wykonania najwidoczniej wykazuje wpływ klasycznej płaskorzeźby Grecji właściwej. Na fryzie mniejszym (wys. 0,63 m) ukazano narracyjnie epizody walki o oblężone miasto (wraz z elementami krajobrazowymi), zapewne wzorowanych na jakimś historycznym wydarzeniu. Rzeźby z architrawu (a właściwie belkowania) kolumnady przedstawiają polowanie na niedźwiedzia, bitwę, muzykantów oraz składanie darów ofiarnych lub daniny; na fryzie celli znalazły się sceny z kultu zmarłych. Na szczytowych frontonach budowli umieszczono w tympanonach reliefy ukazujące tronującą parę władców – właścicieli grobowca (od wschodu) i bitwę konnych z pieszymi (od strony zachodniej).

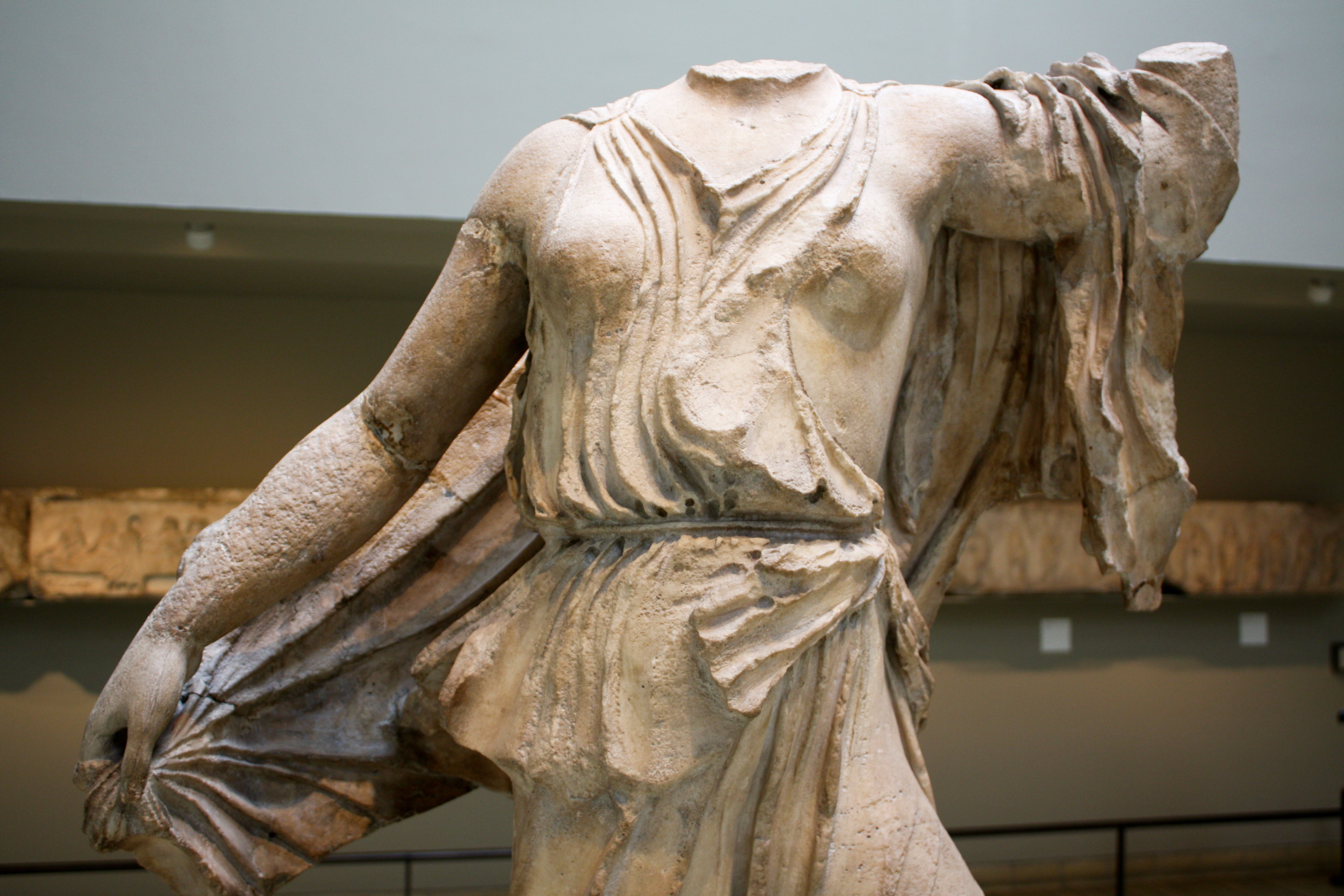
Fragment posągu nereidy w rozwianych szatach

Istotną część stanowi 14 kobiecych figur odzianych w cienkie, rozwiane szaty i ujętych w ruchach tanecznych (choć pozbawionych głów i w różnym stanie zachowania), uważanych za wyobrażenia nereid bądź personifikacji wiatrów (aurai), z pozostałościami stworzeń morskich u ich stóp. Rozmieszczone były one najpewniej między kolumnami perystazy, na co wskazywałyby ślady na stylobacie. Dopełniają ich odnalezione pozostałości dwóch grup kobiecych (domniemane przedstawienia porwania córek Leukippa albo porwania Tetydy przez Peleusa lub Orejtyi przez Boreasza), jakie można uważać za akroteriony bądź postacie wypełniające międzykolumnowe boczne przestrzenie frontu budowli. Narożnikowych akroterionów można dopatrywać się w czterech lwach zachowanych częściowo.
Zwraca uwagę wyraźnie zróżnicowana stylistyka dekoracji rzeźbiarskiej, w której wykonanie fryzu cokołu, posągów nereid i porwanych dziewcząt stanowi niewątpliwe świadectwo bliskiego związku z późnogrecką rzeźbą klasyczną; inne zaś (jak np. postacie z tympanonu czy z architrawu kolumnady) wykazują niedbałe wykończenie w ujęciu jeszcze archaizującym. Zasadniczym elementem datowania tego pomnika jest właśnie analogia w stylistyce szat nereid i figur z ateńskiego Partenonu, m.in. swoista linearność i ujęcie ich sfałdowań oraz przejrzystość cienkiej materii wskazują na schyłek V stulecia p.n.e.

## Znaczenie i wpływ

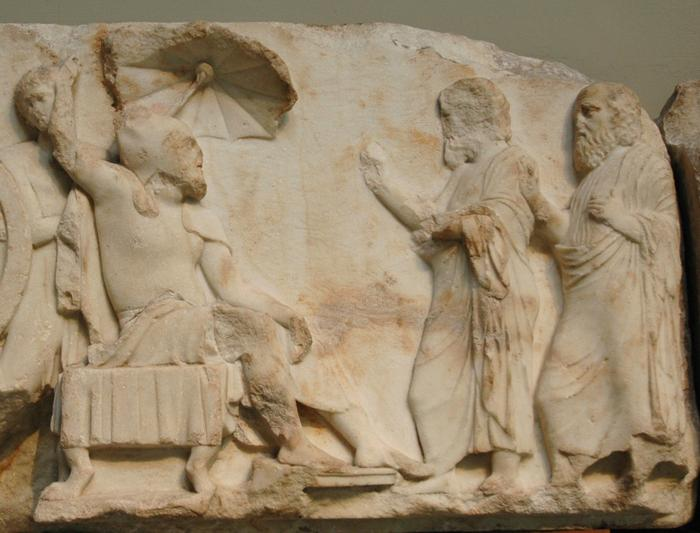
Dynasta Arbinas przyjmujący poselstwo (fragment fryzów górnych)

W wymiarze historycznym zabytek z Ksantos, wraz z grobowcem Harpii przypisywanym innemu władcy – Kybernisowi, i z grobowcem (heroonem) Peryklesa w Limyrze, są niezbitym świadectwem istnienia suwerennych dynastów licyjskich.
Natomiast o jego historycznej oryginalności stanowi fakt, że powstał jako świadoma adaptacja przez miejscowego fundatora wzorców obcych – mimo iż Grekiem nie był, Arbinas zdecydował o swym pochówku w grobowcu przypominającym grecką świątynię. Bogaty i zróżnicowany wystrój grobowca powstał przy ścisłym powiązaniu tematyki i stylistyki greckiej z małoazjatycką, nawiązującą do tradycji perskiej. Same rzeźby posągowe utrzymane w tradycji sztuki jońskiej, w szczegółach wykazują wpływy attyckie. Po raz pierwszy też rzeźba figuralna została związana z kolumnadą stanowiącą jej obramowanie – międzykolumnowe posągi miały wypełniać pustą przestrzeń i ożywiać całość bryły budowli nadanym im ruchem oraz grą światła na ich powierzchni. Nierozstrzygnięta pozostaje kwestia twórców rzeźbiarskiego wystroju (fryzów, tympanonu oraz wyodrębnionych figur), których zasadniczo wyróżnia się dwóch: jednego pracującego w nowszej manierze, drugiego – w tradycyjnej.  
W rozwoju sztuki starożytnej istotne znaczenie zabytku polega na tym, iż dotychczas stosowany typ licyjskiego grobowca filarowego w postaci świątynki na zwartym cokole, został tu po raz pierwszy przetworzony w skali monumentalnej; tym samym stał się on pierwowzorem takich pomnikowych grobowców, jak np. niezachowanego mauzoleum w Halikarnasie. W architekturze nowożytnej wywarł wpływ na koncepcję powstałego w 1904 r. pomnika poległych w południowoafrykańskim Kimberley.